# Asura postica
Asura postica là một loài bướm đêm thuộc phân họ Arctiinae, họ Erebidae.